# Anacampseros lanceolata

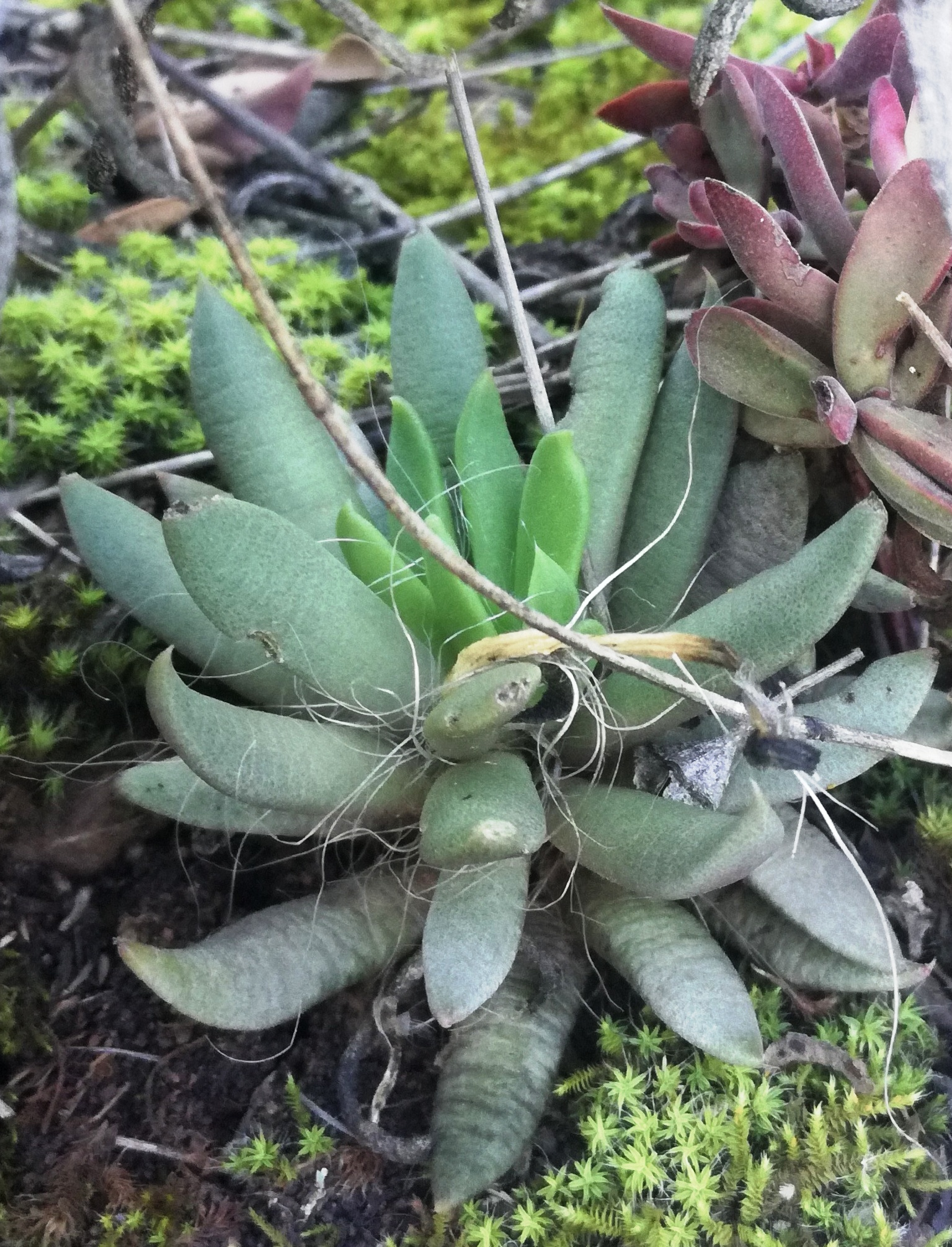
Anacampseros lanceolata

Anacampseros lanceolata és una espècie de planta suculenta del gènere Anacampseros, que pertany a la família Anacampserotaceae.

## Descripció
És una planta perenne suculenta que forma grups o estores de fins a 15 cm d'alçada, amb gruixudes fulles lanceolades que apareixen en diverses rosetes basals. Al llarg de la tija apareixen pèls filamentosos blancs, que proporcionen un bonic contrast amb el follatge fosc. Amb el temps forma un càudex.
Les tiges, de fins a 8 cm d'alçada, normalment més curtes, són molt ramificades, gruixudes, podent arribar a 5 cm de diàmetre.
Les fulles, nombroses, són carnoses, de fins a 2,5 cm de llarg, estretament lanceolades, de punta curta, glabres, de color verd a verd fosc sovint amb la punta vermella, amb l'anvers pla i el revers molt abovedat, amb pèls axil·lars (estípules en forma de fil) blanquinosos, brillants i arrissats.
Les flors, de 1 a 4, són vistoses, en forma de campana, amb pètals rosa-porpra amb magenta pàl·lid, de fins a 3 cm de diàmetre, lleugerament perfumades. Floreix a finals de primavera i les flors s'obren cap al vespre.

## Distribució
Espècie endèmica de la província Cap Septentrional de Sud-àfrica, s'estén des del Little Karoo fins Namaqualand.

## Cultiu
Planta molt resistent, de creixement lent al principi. Els seus enemics són el fred i l'excés d'aigua. La terra ha de ser ben drenada, a l'hivern ha d'estar sense reg entre 5 i 10 °C, però pot suportar esporàdiques gelades lleugeres. A l'estiu necessita reg abundant, sense mullar la planta quan li toca el sol, per evitar que es cremi. Necessita sol directe però a l'estiu evitar la insolació excessiva. Es reproduexen fàcilment d'esqueix o de llavor.

## Taxonomia
Anacampseros lanceolata va ser descrita per Sweet, Robert i publicada a Sweet's Hortus Britannicus: or a catalogue of plants cultivated in the gardens of Great Britain, arranged in natural orders. 1826.
Etimologia
Anacampseros: nom genèric que deriva de les paraules gregues: Anakampto = 'recuperar' i eros = 'amor'.
lanceolata: epítet llatí que significa: 'lanceolada'.
Sinonímia
- Anacampseros lanceolata (Haw.) Sweet
  - Portulaca lanceolata Haw.
  - Ruelingia lanceolata (Haw.) Haw.
  - Talinum lanceolatum (Haw.) Link
- Anacampseros affinis H.Pearson & Stephens
- Anacampseros lanceolata var. albiflora Poelln.